# مطار إيلات
مطار إيلات هو مطار دولي يقع في مدينة إيلات في أقصى المنطقة الجنوبية بإسرائيل. بني في 1949.

## التاريخ
مع بداية احتلال فلسطين، عام 1949، أقام القوات الجوية الإسرائيلية مطار إيلات .
الازدهار في مدينة إيلات في أوائل سنوات الخمسين، وبُعد البلدة عن مركز البلاد، أدى إلى الاعتراف بأن فتح خط طيران منتظم من اللد ، ثم فيما بعد من حيفا شمالاً هو أمر ضروري.
بداية النشاط الجوي في مطار إيلات كان لشركة إيلاتا، وهي شركة تابعة لشركة إل عال وشركة أفيرون. انتقل النشاط الجوي في المطار فيما بعد إلى شركة أركياع بالأساس.
عام 1964- تمديد مسار الرحلة الجوية إلى 1,500 متر وإقامة معبر مسافرين صغير.
عام 1969 – تمديد المسار مرة أخرى إلى 1,900 متر.
عام 1975 – هبوط أول رحلة أجرة جوية دولية لشركة سترلينج من الدانمارك. منذ ذلك الحين تطورت وزادت الحركة الجوية في رحلات الأجرة الجوية الدولية .
أواسط سنوات 80 – بداية نشاط شركة إل عال في الرحلات الجوية المنتظمة إلى اوروبا.
سنوات 1990 – 1991 – على خلفية حرب الخليج، توقفت رحلات الأجرة الدولية في المطار، والحركة الجوية الدولية إلى إيلات تلقت ضربة صعبة.

## شركات الطيران والوجهات
عديدة

## المحطات
أغلبها مطارات إسرائيلية

## إحصائيات
- عدد المسافرون الكلي في 2010 = 18,593
- عدد المسافرون الكلي في 2010 = 1,400,000

(حسب سنة 2010 - 2011)
- الركاب: 1,400,000

## وصلات خارجية
- الموقع الإلكتروني